# Reacție Suzuki
Reacția Suzuki este o reacție organică de cuplare în care reactanții sunt acidul boronic și o halogenură organică, și este catalizată de un complex al paladiului (0). Reacția a fost descoperită în anul 1979 de către chimistul Akira Suzuki, care a primit Premiul Nobel pentru Chimie în 2010 împreună cu Richard F. Heck și Ei-ichi Negishi pentru dezvoltarea și descoperirea unor reacții de cuplare cu catalizatori pe bază de paladiu. În multe publicații, reacția apare sub denumirea de  reacție Suzuki–Miyaura.
Reacția este folositoare pentru sinteza organică a unor poli-olefine, stireni și bifenili substituiți. Au fost publicate câteva revizuiri ale reacției.
Forma generală a reacției Suzuki este prezentată mai jos; are loc formarea unei legături simple carbon-carbon în urma cuplării speciei organice cu bor (R1-BY2) cu o halogenură organică (R2-X). utilizând un catalizator de paladiu și o bază.